# Patrice Talon
Patrice Guillaume Athanase Talon (født 1. maj 1958) er en forretningsmand og politiker fra Benin, der har været Benins præsident siden 2016.
Talon er født i Ouidah og af Fon afstamning. Efter han fik sin bachelor fra University of Dakar i Senegal, drømte han om at blive pilot of søgte om at komme på den nationale skole for aviation i Paris.
Før han blev præsident, var Talon kendt som 'Kongen af Bomuld' i Benin, som en af landet største erhvervspersoner indenfor bomuldsindustrien.